# Descartes (Francia)
Descartes è un comune francese di 3 883 abitanti situato nel dipartimento dell'Indre e Loira, nella regione Centro-Valle della Loira: il villaggio un tempo era chiamato La Haye-en-Touraine, e qui nacque il celebre filosofo Cartesio (René Descartes), in onore del quale la cittadina prese il nome nel 1967.

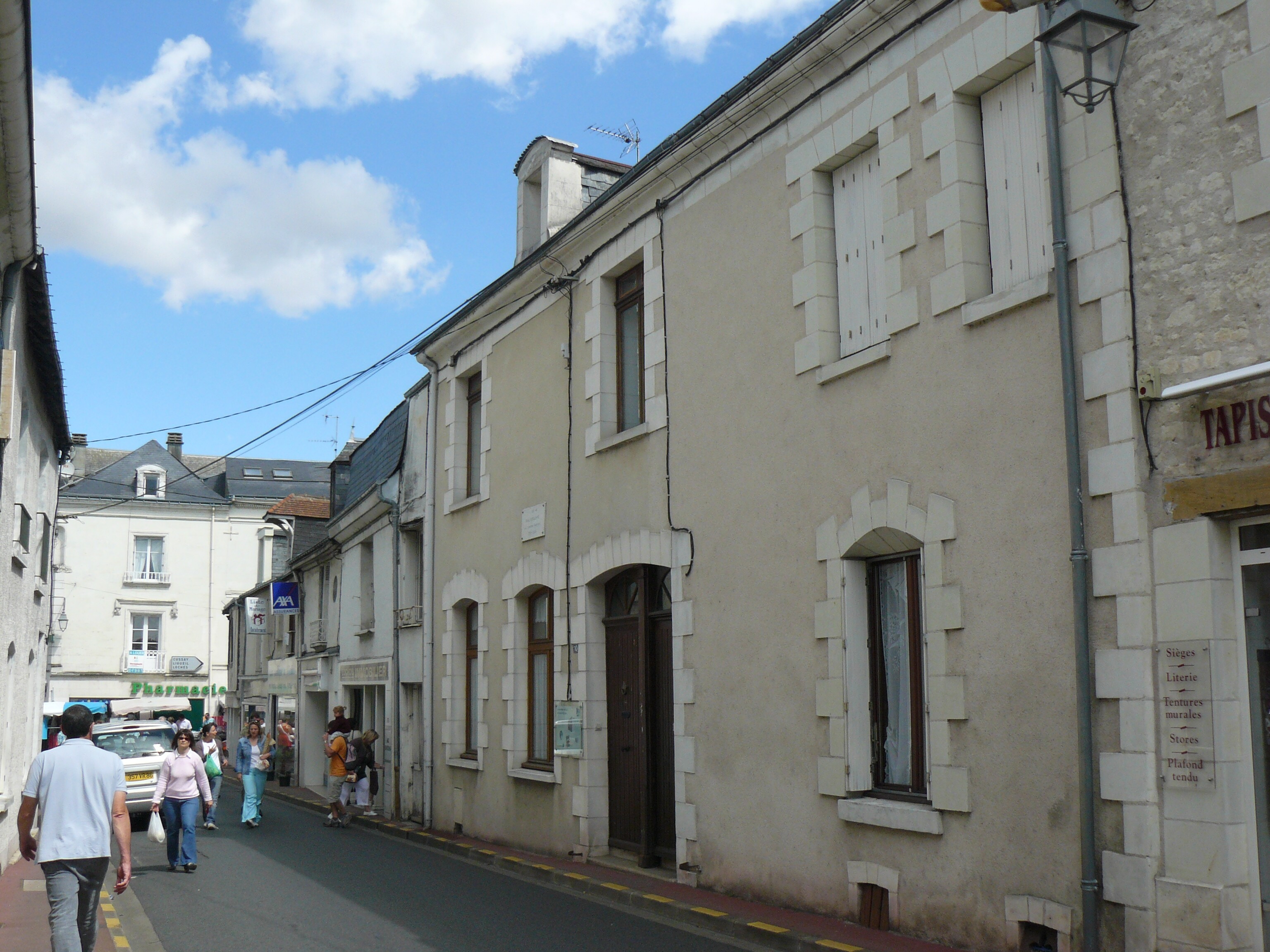

## Società

### Evoluzione demografica
Abitanti censiti